# Aminghausen
Aminghausen ist ein dörflicher Ortsteil und eine Gemarkung der Stadt Minden im Kreis Minden-Lübbecke in Nordrhein-Westfalen. Bis 1973 war Aminghausen eine Gemeinde im damaligen Kreis Minden.

## Geographie
Aminghausen liegt im Nordosten des Mindener Stadtgebiets nördlich des Mittellandkanals. Südlich des Ortskerns befindet sich ein kleineres Industriegebiet, während der Nordteil des Ortsteils landwirtschaftlich genutzt wird. Die ehemalige Gemeinde hatte eine Fläche von 2,14 km².

## Geschichte
Die erste urkundliche Erwähnung von Aminghausen stammt aus einer Schenkungsurkunde des Bischofs Egilbert von Minden aus dem Jahre 1055. Aminghausen gehörte bis zu den Napoleonischen Kriegen zur Vogtei Übernstieg im Amt Hausberge des Fürstentums Minden. Von 1807 bis 1813 gehörte Aminghausen zum Kanton Windheim des napoleonischen Satellitenstaats Königreich Westphalen. Der Ort kam 1816 zum neuen Kreis Minden, wo er bis 1972 eine Gemeinde im Amt Windheim bildete. Durch das Bielefeld-Gesetz wurde Amighausen am 1. Januar 1973 in die Stadt Minden eingegliedert, in der es heute zum Stadtbezirk Leteln-Aminghausen gehört.

## Einwohnerentwicklung
| Jahr | Einwohner | Quelle |
| ---- | --------- | ------ |
| 1818 | 136       | [ 3 ]  |
| 1843 | 144       | [ 4 ]  |
| 1864 | 208       | [ 5 ]  |
| 1885 | 242       | [ 6 ]  |
| 1910 | 358       | [ 7 ]  |
| 1925 | 360       | [ 8 ]  |
| 1939 | 319       | [ 8 ]  |
| 1946 | 471       | [ 9 ]  |
| 1972 | 392       | [ 2 ]  |

## Baudenkmäler
Das Kriegerdenkmal von 1921 an der Ringkuhle steht unter  Denkmalschutz.

## Kultur
Ein Träger des lokalen Brauchtums ist der Schützenverein Aminghausen.